# Quezon (Isabela)
Quezon (Bayan ng Quezon) är en kommun i Filippinerna. Kommunen ligger på ön Luzon, och tillhör provinsen Isabela. Folkmängden uppgår till 23 121 invånare.
Quezon delas in i 15 barangayer.

## Bildgalleri

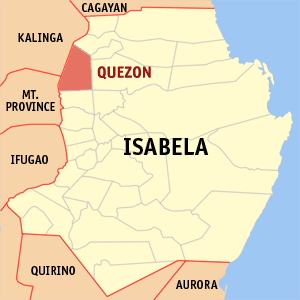
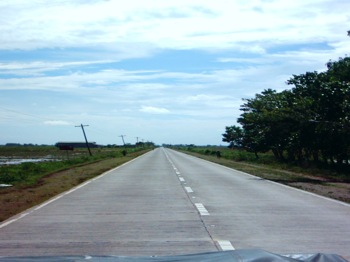
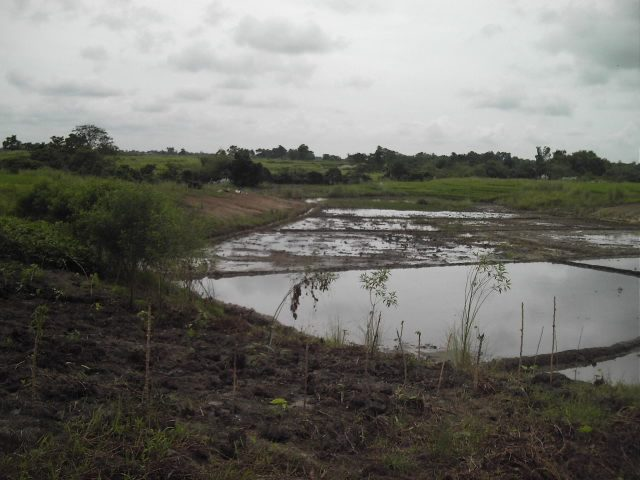
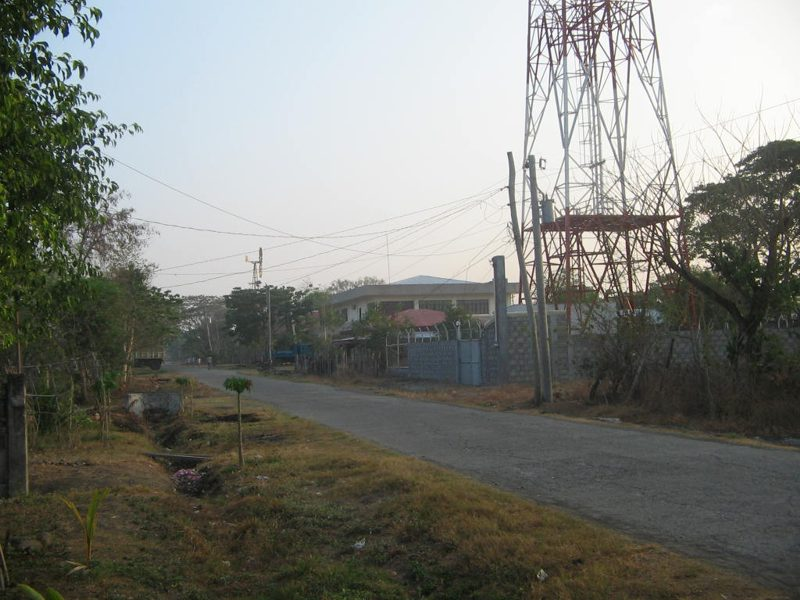